# Msnbc.com
msnbc.com es propiedad y operado por NBC Universal y Microsoft un joint venture. La sala principal de noticias está en el campus de Microsoft en Redmond, Washington, con salas de noticias en la Ciudad de Nueva York y Londres.
Además del contenido de noticias de sus miembros, msnbc.com es el sitio web de noticias de la familia NBC News, con contenido del canal de noticias por televisión por cable MSNBC, shows de NBC como Today, NBC Nightly News y Dateline NBC, y noticias de The New York Times y The Washington Post.
Aunque el sitio web msnbc.com y el canal por cable MSNBC fueron lanzados juntos en 1996, ellos siempre tuvieron estructuras corporativas y noticias diferente. NBC y Microsoft tienen un consorcio de 50-50 en msnbc.com, sin embargo Microsoft se ha desprendido de su participación en la red de televisión. Msnbc.com está también separado tanto como financieramente y editorialmente de MSN, el portal y servicios en línea operados por Microsoft, aunque msnbc.com actúa como el principal proveedor de noticias de MSN.
El 7 de octubre de 2007 msnbc.com hizo su primera adquisición, al comprar Newsvine, un sitio web noticioso y opiniones. El 10 de agosto de 2009, msnbc.com hizo su segunda adquisición, al comprar pequeños sitios web locales como Everyblock.com de Chicago. IL.
Msnbc.com es principalmente operado por Charles W. Tillinghast, sus presidentes y publicistas desde 2004.
El 15 de julio de 2012 NBC News adquirió la parte de Microsoft en msnbc.com y pasó a llamarse nbcnews.com.

## Ranking
A mayo de 2009, msnbc.com había estado en primer lugar en los Estados Unidos entre usuarios únicos en sitios web noticiosos globales por 12 meses consecutivos. En mayo tenía 37.2 millones de usuarios únicos en los Estados Unidos, según Nielsen/NetRatings. En segundo lugar estaba Yahoo! News con 35.8 millones, luego CNN con 34.4. Por último, msnbc.com alberga el mayor número de vídeos noticiosos que cualquier otro sitio, con más de 125 millones de vídeos a mayo de 2008.